# 小行星14832
小行星14832（14832 Alechinsky）是一颗绕太阳运转的小行星，为主小行星带小行星。该小行星于1987年8月27日发现。

## 轨道参数
小行星14832的轨道半长轴为2.2926779 UA，离心率为0.124。